# Faza zawieszona
Faza zawieszona (SPM, z ang. suspended particulate matter) – cząstki stałe o średnicy powyżej 0,45 μm obecne w próbkach wodnych. W wodach faza zawieszona składa się głównie z koloidów nieorganicznych występujących w postaci tlenków, wodorotlenków, węglanów, materii organicznej oraz mikroorganizmów. Jest ona istotnym elementem wód naturalnych ze względu na możliwość transportowania zaadsorbowanych na niej indywiduów chemicznych. Zatrzymanie indywiduów na zawiesinie warunkują czynniki takie jak skład, kształt i rozmiar cząstek zawieszonych. Adsorpcja na fazie zawieszonej obecnej w próbce wodnej wpływa na biodostępność obecnych w niej substancji oraz znacznie zmniejsza ich zawartość w fazie rozpuszczonej próbki. Często w przypadku analiz chemicznych, w szczególności w przypadku analizy specjacyjnej obecność zawiesiny jest niesłusznie pomijana, co może wpłynąć w dużym stopniu na określenie rzeczywistej mobilności analitu w próbce. Mobilność tę można określić stosując trójetapową procedurę frakcjonowania w układzie sekwencyjnym, zwanym metodą BCR (ang. Bureau Community of Reference).

## Metoda BCR
Metoda BCR to sekwencja ekstrakcji rozróżniająca frakcje zawiesiny wymyte przy użyciu różnych substancji chemicznych. Frakcję zawieszoną mobliną uzyskuje się, stosując na badaną próbkę 0,11 M kwas octowy przez 16 h. Tzw. frakcję zawieszoną redukowalną otrzymuje się, gdy podda się próbkę działaniu zakwaszonego (do ok. pH 2) 0,04 M chlorowodorku hydroksyloaminy, również przez 16 h. Do wymycia trzeciej frakcji zawieszonej (utlenialnej, organicznej i siarczków) stosuje się zakwaszony (pH 2–3) roztwór (8,8 M) nadtlenku wodoru, czas kontaktu z próbką 1 h w temperaturze pokojowej, następnie przez 1 h w 85 °C i dodatkowo 1 M CH
3COONH
4 (pH 2), temperatura 20 °C, czas wytrząsania 16 h. Metodę BCR stosuje się między innymi w analizie specjacyjnej pierwiastków (np. chromu) w wodach.